# Cens
Der Cens ist ein Fluss in Frankreich, der im Département Loire-Atlantique in der Region Pays de la Loire verläuft. Er entspringt im Gemeindegebiet von Vigneux-de-Bretagne, entwässert generell in südöstlicher Richtung und mündet nach rund 22 Kilometern im Stadtgebiet von Nantes als rechter Nebenfluss in die Erdre, die in diesem Abschnitt den Schifffahrtskanal Canal de Nantes à Brest bildet.

## Orte am Fluss
(Reihenfolge in Fließrichtung)
- Sautron
- Orvault
- Nantes